# Cortaccia sulla Strada del Vino
Cortaccia sulla Strada del Vino es una localidad y comune italiana de la provincia de Bolzano, región de Trentino-Alto Adigio, con 2.233 habitantes.

## Evolución demográfica
| Gráfica de evolución demográfica de Cortaccia sulla Strada del Vino entre 1861 y 2001 |
|                                                                                       |
| Fuente ISTAT - elaboración gráfica de Wikipedia                                       |